# Богданов, Владимир Дмитриевич (полный кавалер ордена Трудовой Славы)
Влади́мир Дми́триевич Богда́нов (род. 19 октября 1938) — горнорабочий очистного забоя шахты имени 50-летия Октября Гуковского производственного объединения по добыче угля (Гуковуголь) Министерства угольной промышленности СССР, Ростовская область, полный кавалер ордена Трудовой Славы (1985).

## Биография
Родился 19 октября 1938 года в селе Надежда Шпаковского района Ставропольского края.
Работал на шахтах в Донецкой области Украинской ССР (ныне Украина), а затем горнорабочим очистного забоя шахты имени 50-летия Октября комбината Гуковуголь в городе Гуково Ростовской области.
Указами Президиума Верховного Совета СССР от 21 апреля 1975 года и от 1 марта 1982 года награждён орденами Трудовой Славы 3-й и 2-й степени.
Указом Президиума Верховного Совета СССР от 25 октября 1985 года Богданов Владимир Дмитриевич награждён орденом Трудовой Славы 1-й степени. Стал полным кавалером ордена Трудовой Славы.
С 1998 года на пенсии.
Проживал в городе Малоархангельск Орловской области.

## Награды
Награждён орденами Трудовой Славы 1-й, 2-й, 3-й степеней: 3 ст. 21.04.1975 № 66840
2 ст. 01.03.1982 № 5205
1 ст. 25.10.1985 № 161
- медалями